# Listă de filme sovietice
Acesta este o listă de filme care au fost produse în Uniune Sovietică între 1917 și 1991. Filmele sunt listate după anul lansării pe pagini diferite în ordine alfabetică.  

## 1917-1929
- Filme sovietice: 1917–1921
- Listă de filme sovietice din 1922
- Listă de filme sovietice din 1923
- Listă de filme sovietice din 1924
- Listă de filme sovietice din 1925
- Listă de filme sovietice din 1926
- Listă de filme sovietice din 1927
- Listă de filme sovietice din 1928
- Listă de filme sovietice din 1929

## Anii 1930
- Listă de filme sovietice din 1930
- Listă de filme sovietice din 1931
- Listă de filme sovietice din 1932
- Listă de filme sovietice din 1933
- Listă de filme sovietice din 1934
- Listă de filme sovietice din 1935
- Listă de filme sovietice din 1936
- Listă de filme sovietice din 1937
- Listă de filme sovietice din 1938
- Listă de filme sovietice din 1939

## Anii 1940
- Listă de filme sovietice din 1940
- Listă de filme sovietice din 1941
- Listă de filme sovietice din 1942
- Listă de filme sovietice din 1943
- Listă de filme sovietice din 1944
- Listă de filme sovietice din 1945
- Listă de filme sovietice din 1946
- Listă de filme sovietice din 1947
- Listă de filme sovietice din 1948
- Listă de filme sovietice din 1949

## Anii 1950
- Listă de filme sovietice din 1950
- Listă de filme sovietice din 1951
- Listă de filme sovietice din 1952
- Listă de filme sovietice din 1953
- Listă de filme sovietice din 1954
- Listă de filme sovietice din 1955
- Listă de filme sovietice din 1956
- Listă de filme sovietice din 1957
- Listă de filme sovietice din 1958
- Listă de filme sovietice din 1959

## Anii 1960
- Listă de filme sovietice din 1960
- Listă de filme sovietice din 1961
- Listă de filme sovietice din 1962
- Listă de filme sovietice din 1963
- Listă de filme sovietice din 1964
- Listă de filme sovietice din 1965
- Listă de filme sovietice din 1966
- Listă de filme sovietice din 1967
- Listă de filme sovietice din 1968
- Listă de filme sovietice din 1969

## Anii 1970
- Listă de filme sovietice din 1970
- Listă de filme sovietice din 1971
- Listă de filme sovietice din 1972
- Listă de filme sovietice din 1973
- Listă de filme sovietice din 1974
- Listă de filme sovietice din 1975
- Listă de filme sovietice din 1976
- Listă de filme sovietice din 1977
- Listă de filme sovietice din 1978
- Listă de filme sovietice din 1979

## 1980-1991
- Filme sovietice: 1980–1991

## Legături externe
- Filme sovietice la Internet Movie Database

## Vezi și
- Lista celor mai vizionate filme sovietice